# Moment angular relatiu específic
El moment angular relatiu específic (h) de dos cossos orbitants és en mecànica celeste, el producte vectorial de la posició relativa i la velocitat relativa. De manera equivalent, és el moment angular total dividit per la massa reduïda. El moment angular relatiu específic té un paper fonamental en l'anàlisi del problema dels dos cossos.

## Definició
El moment angular relatiu específic, representat pel símbol {\displaystyle \mathbf {h} \,\!}, es defineix com el producte vectorial de la relació vector de posició {\displaystyle \mathbf {r} \,\!} i el relatiu al vector de velocitat {\displaystyle \mathbf {v} \,\!}.
{\displaystyle \mathbf {h} =\mathbf {r} \times \mathbf {v} ={\mathbf {L}  \over \mu }}
on:
- {\displaystyle \mathbf {r} \,\!} és el relatiu al vector de posició orbital
- {\displaystyle \mathbf {v} \,\!} és el relatiu al vector velocitat orbital
- {\displaystyle \mathbf {L} =\mathbf {L_{M}} +\mathbf {L_{n}} \,} és el moment angular total del sistema
- {\displaystyle \mu \,} és la massa reduïda

Les unitats de {\displaystyle \mathbf {h} \,\!} són m²s−1.
Per òrbites pertorbades del {\displaystyle \mathbf {h} \,\!}
el vector és sempre perpendicular al pla orbital fix. Tanmateix, per a les òrbites pertorbades la {\displaystyle \mathbf {h} \,\!} el vector generalment no és perpendicular al pla orbital osculatriu
Com és habitual en la física, la magnitud de la quantitat vectorial {\displaystyle \mathbf {h} \,\!} is denoted by {\displaystyle h\,\!}:
{\displaystyle h=\left\|\mathbf {h} \right\|}

## Òrbita el·líptica
En una òrbita el·líptica, el moment angular relatiu específic és el doble de l'àrea per unitat de temps escombrada per una corda des de la principal fins a la secundària: aquesta àrea es coneix per la segona llei de Kepler del moviment planetari.
Ja que l'àrea de tota l'el·lipse orbital és escombrada a terme en un període orbital, {\displaystyle h\,\!} és igual a dues vegades l'àrea de l'el·lipse dividit pel període orbital, com es representa per l'equació
{\displaystyle h={\frac {2\pi ab}{2\pi {\sqrt {\frac {a^{3}}{G(M\!+\!m)}}}}}=b{\sqrt {\frac {G(M\!+\!m)}{a}}}={\sqrt {a(1-e^{2})G(M\!+\!m)}}={\sqrt {pG(M\!+\!m)}}}.
on
- {\displaystyle a\,} és el semieix major
- {\displaystyle b\,} és el semieix menor
- {\displaystyle p\,} és el semi-latus rectum
- {\displaystyle G\,} és la constant gravitacional
- {\displaystyle M\,}, {\displaystyle m\,} són les dues masses.